# 西経151度線
西経151度線（せいけい151どせん）は、本初子午線面から西へ151度の角度を成す経線である。北極点から北極海、北アメリカ、太平洋、南極海、南極大陸を通過して南極点までを結ぶ。
西経151度線は、東経29度線と共に大円を形成する。

## 通過する地域一覧
西経151度線は、北極点から南極点まで南に向かって以下の場所を通っている。
| 地理座標                                               | 国土・領土・領海     | 備考                                      |
| ------------------------------------------------------ | -------------------- | ----------------------------------------- |
| 北緯90度0分 西経151度0分 / 北緯90.000度 西経151.000度  | 北極海               |                                           |
| 北緯72度11分 西経151度0分 / 北緯72.183度 西経151.000度 | ボーフォート海       |                                           |
| 北緯70度24分 西経151度0分 / 北緯70.400度 西経151.000度 | アメリカ合衆国       | アラスカ州                                |
| 北緯61度11分 西経151度0分 / 北緯61.183度 西経151.000度 | クック湾             |                                           |
| 北緯60度49分 西経151度0分 / 北緯60.817度 西経151.000度 | アメリカ合衆国       | アラスカ州 — キナイ半島                   |
| 北緯59度12分 西経151度0分 / 北緯59.200度 西経151.000度 | 太平洋               |                                           |
| 南緯23度22分 西経151度0分 / 南緯23.367度 西経151.000度 | フランス領ポリネシア | フアヒネ島                                |
| 南緯23度24分 西経151度0分 / 南緯23.400度 西経151.000度 | 太平洋               |                                           |
| 南緯60度0分 西経151度0分 / 南緯60.000度 西経151.000度  | 南極海               |                                           |
| 南緯76度58分 西経151度0分 / 南緯76.967度 西経151.000度 | 南極大陸             | ロス海属領 - ニュージーランドが領有権主張 |